# Чал-Кежиг
Чал-Кежиг (Элегест) (тув. Чал-Кежиг) — село в Чеди-Хольского кожууне Республики Тыва. Административный центр и единственный населённый пункт сумона Чал-Кежиг. Население 285 человек (2007), 316 (2014).

## География
Село находится у р. Элегест и канала Элегестинский.
К селу административно относятся местечки (населённые пункты без статуса поселения): м. Кок-Хаак, м. Шанган
Уличная сеть
ул. Бавун-оол, ул. Дартаакы ул. Почтовая, ул. Школьная
Географическое положение
Расстояние до:
районного центра Хову-Аксы: 31 км.
столицы республики Кызыл: 52 км.
Ближайшие населённые пункты
Кочетово 7 км, Чал-Кежиг (Элегест) 7 км, Шанган 13 км, Усть-Элегест 24 км, Успенка 24 км, Межегей (Алаак) 27 км
климат
Сумон, как и весь Чеди-Хольский кожуун, приравнен к районам Крайнего Севера.

## Население
| 2002 | 2010 | 2011 | 2012 | 2013 | 2014 | 2015 |
| ---- | ---- | ---- | ---- | ---- | ---- | ---- |
| 292  | ↗308 | →308 | ↘302 | ↘296 | ↘294 | ↘290 |
| 2016 | 2017 | 2018 | 2019 | 2020 | 2021 |      |
| ↗294 | ↗298 | ↘296 | ↗303 | ↗308 | ↘301 |      |

Национальный состав
Согласно результатам переписи 2002 года, в национальной структуре населения тувинцы составляли 83 %

## Инфраструктура
отделение почтовой связи села Чал-Кежиг
образование
МУЧ Чал-Кежигская средняя школа
сельское хозяйство
Выращивание зерновых и зернобобовых культур: СХК «АРБАЙ»
Разведение овец и коз: .СХК «ЯНЧАТ»
культура, спорт
МБУК Сельский клуб с. Чал-Кежиг, (ул. Бавун-оола, 15)
Каток, проводятся соревнования по хоккею с участием школьных команд
административная деятельность
Администрация села и сумона Чал-Кежиг

## Транспорт
Региональная автодорога 93Н-05
Поселковая дорога Элегест — Чал-Кежиг